# Editor de gráficos rasterizados

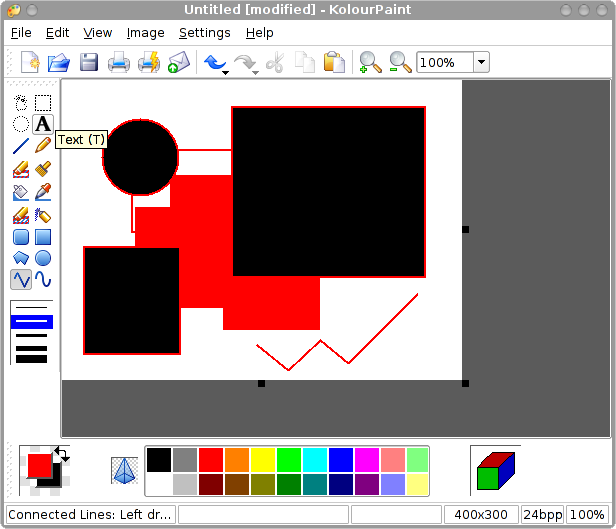
Una captura de pantalla del editor de KDE KolourPaint.

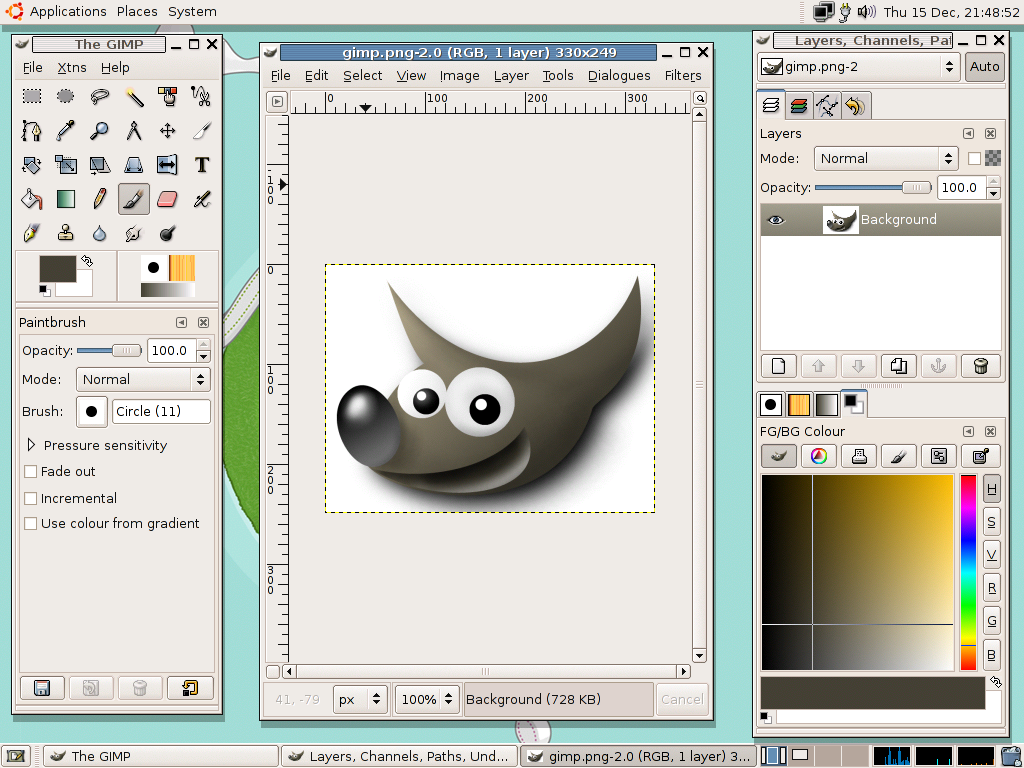
Una captura de pantalla del editor GIMP.

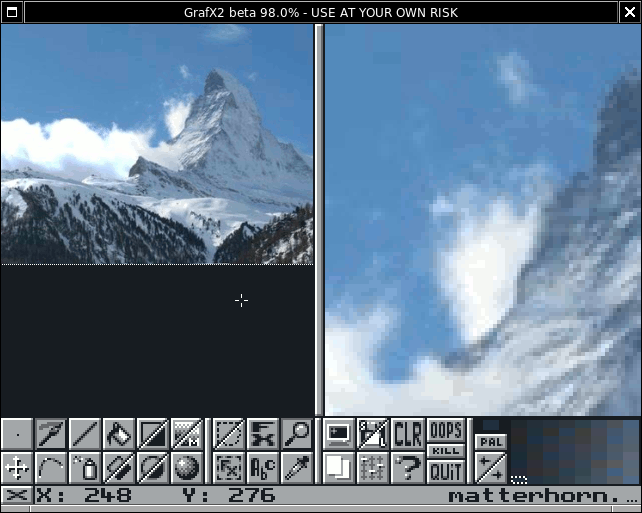
Una captura de pantalla del editor GrafX2.

Un editor de gráficos rasterizados o editor de imágenes rasterizadas es una aplicación que permite al usuario crear y editar imágenes de gráficos rasterizados de forma interactiva y almacenarlas en la computadora en un formato de archivo gráfico, como JPEG, PNG, GIF y TIFF.
Para ver imágenes, generalmente es preferible usar un visor de imágenes en vez de un editor de gráficos rasterizados.
Algunos editores están diseñados específicamente para la edición de imágenes fotorrealísticas, como el popular Adobe Photoshop, mientras que otros están más orientados a las ilustraciones artísticas, como Adobe Fireworks.

## Editores de gráficos rasterizados vs editores de gráficos vectoriales

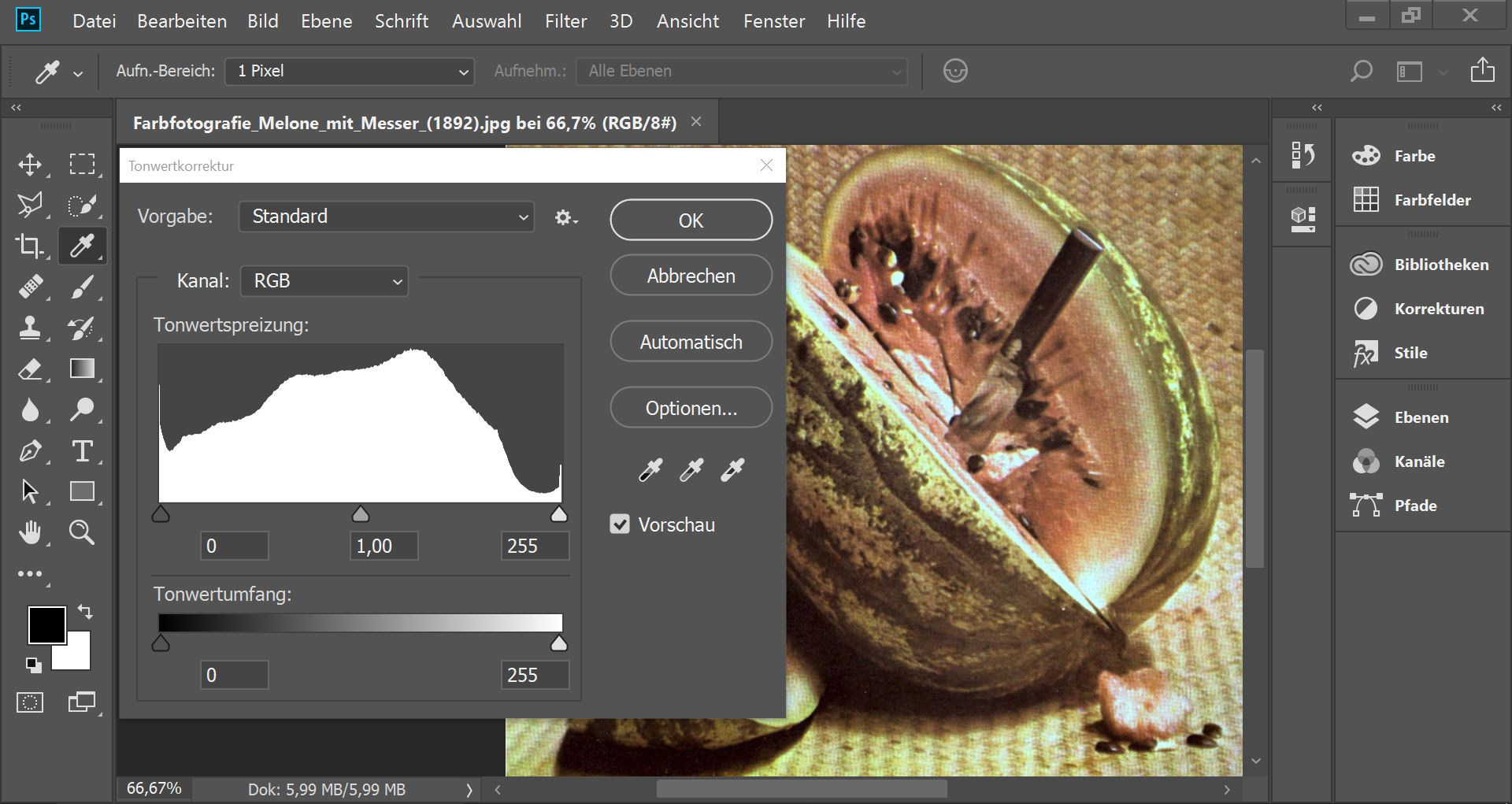
Fotografía de la aplicación de Photoshop

Con frecuencia los editores de gráficos vectoriales y los editores de gráficos rasterizados contrastan, y sus características se complementan. Los editores de gráficos vectoriales son mejores para diseño gráfico, diseño de planos, tipografía, logotipos, ilustraciones artísticas, ilustraciones técnicas, diagramación y diagramas de flujo. Los editores de gráficos rasterizados son más adecuados para manipulación fotográfica, ilustraciones fotorrealistas, collage, e ilustraciones dibujadas a mano usando una tableta digitalizadora.
Muchos ilustradores actuales usan Corel Photo-Paint y Adobe Photoshop para crear toda clase de ilustraciones. Las versiones recientes de editores de gráficos rasterizados, como GIMP y Photoshop soportan herramientas de tipo vector y los editores de gráficos vectoriales como CorelDRAW, Adobe Illustrator, Xara Xtreme, Adobe Fireworks, Inkscape o SK1 están adoptando poco a poco herramientas y técnicas que alguna vez fueron exclusivas de los editores de gráficos rasterizados (como el blurring).

## Características comunes
- Seleccionar regiones para editar.
- Dibujar líneas con pinceles de distintos colores, tamaños, formas y presión.
- Rellenar una región con un solo color, un degradado de colores, o una textura.
- Seleccionar un color usando diferentes modelos de colores (por ejemplo RGB, HSV), o mediante un selector de colores.
- Escribir texto en diferentes estilos de fuentes.
- Remover toda clase de imperfecciones en las fotografías, como arrugas, arañazos y suciedad.
- Combinar capas, cada una con un trabajo distinto.
- Editar y convertir entre distintos modelos de colores.
  - Aplicar filtros para lograr efectos variados.
- Convertir entre distintos formatos de archivo gráficos.